# Elgersburg
Elgersburg település Németországban, azon belül Türingiában. Lakosainak száma 1214 fő (2023. december 31.). Elgersburg Gehlberg és Martinroda községekkel határos.

## Népesség
A település népességének változása:
| Lakosok száma | 1213 | 1228 | 1210 | 1221 | 1214 |
|               | 2017 | 2019 | 2021 | 2022 | 2023 |